# Ludmiła Gurczenko
Ludmiła Markowna Gurczenko (ros. Людмила Марковна Гурченко; ur. 12 listopada 1935 w Charkowie, zm. 30 marca 2011 w Moskwie) – radziecka i rosyjska aktorka filmowa i teatralna oraz piosenkarka estradowa. Najpopularniejsza radziecka aktorka lat osiemdziesiątych.

## Życiorys
Córka Marka Gawriłowicza Gurczenki i Jeleny Aleksandrowny Simonowej-Gurczenki. W 1958 roku ukończyła studia aktorskie w moskiewskim WGIK. W filmie zadebiutowała w okresie studiów, grając w filmie Jana Frida Droga prawdy. W tym samym roku wystąpiła w filmie początkującego wówczas reżysera Eldara Riazanowa – Noc sylwestrowa. U boku znanego aktora Igora Ilińskiego jedną z głównych ról zagrała Gurczenko. W kolejnych filmach – Dziewczyna z gitarą i Roman i Francesca ujawniła także swój talent wokalny. Talent Gurczenko potwierdziła w filmach Syberiada Andrieja Michałkowa-Konczałowskiego i Dworzec dla dwojga Eldara Riazanowa. W swojej karierze zagrała ponad 70 ról filmowych.
Ma w swoim dorobku kilka albumów z ludowymi pieśniami rosyjskimi. W 2003 wydała wspomnienia Lusia, stop! (Люся, стоп!). W 1983 otrzymała tytuł Ludowy Artysta ZSRR.

## Życie prywatne
Pierwszym mężem L. Gurczenko był scenarzysta Borys Andronikaszwili, z którym miała córkę Maszę. Drugim mężem aktorki był aktor Aleksander Fadiejew, trzecim – piosenkarz Iosif Kobzon, czwartym – muzyk Konstantin Kuperweis, a od 1992 producent Siergiej Senin.
Zmarła na atak serca. Pochowana na Cmentarzu Nowodziewiczym w Moskwie. Ludmiła Gurczenko była autorką powieści opartej na motywach biograficznych pt. Moje wzrosłoje dietstwo (Moje dorosłe dzieciństwo).

## Wybrana filmografia
- 1956 – Droga prawdy jako Lusia
- 1956 – Noc sylwestrowa[4] jako Lena Kryłowa
- 1958 – Dziewczyna z gitarą[5] jako Tania
- 1960 – Roman i Francesca jako Francesca Caroldini
- 1961 – Bałtyckie niebo jako Sonia Bystrowa
- 1961 – Człowiek znikąd
- 1964 – Wesele Balzaminowa jako Ustenka
- 1966 – Nie i tak jako Lusia Korabliewa
- 1970 – Jeden z nas jako Kława Czarowa
- 1970 – Mój dobry papa jako Walentina Nikołajewna
- 1971 – Korona carów rosyjskich jako Agrafiena Zawołżska
- 1972 – Letnie sny jako Galina Sachno
- 1973 – Dzieci Waniuszyna jako Kławdia Szczotkina
- 1975 – Dziennik dyrektora szkoły jako Ina Siergiejewna
- 1976 – Dwadzieścia dni bez wojny jako Nika
- 1976 – Romans sentymentalny jako Maria Pietriczenko
- 1977 – Rodzinny melodramat jako Walentina Barabanowa
- 1977 – Sprzężenie zwrotne jako Wiaznikowa[6]
- 1978 – Syberiada jako Taja Sołomina[7]
- 1978 – Pięć wieczorów jako Tamara Wasiliewna[8]
- 1982 – Dworzec dla dwojga jako Wiera Niefiedowa
- 1983 – Magistrala jako Kapitolina Gwozdiewa
- 1990 – Imitator jako piosenkarka
- 1993 – Kocham
- 2000 – Stare klacze jako Elizawieta
- 2001 – Kobiece szczęście jako Margarita
- 2004 – Dwanaście krzeseł jako Elena Bour